# District de Pratapgarh
Le district de Pratapgarh (hindi : जिला प्रतापगढ़) est un district de l'état du Rajasthan en Inde.

## Géographie
Sa capitale est la ville de Pratapgarh. 
La superficie est de 4 449 km2 et la population était en 2011 de 867 848 habitants.
Le taux d'alphabétisation est de 73,1%.